# Камен (Німеччина)
Камен (нім. Kamen) — місто в Німеччині, знаходиться в землі Північний Рейн-Вестфалія. Підпорядковується адміністративному округу Арнсберг. Входить до складу району Унна.
Площа — 40,93 км2. Населення становить 42 875 осіб. (станом на 31 грудня 2020).

## Географія

### Сусідні міста та громади
Камен межує з 6 містами / громадами:
- Бергамен
- Гамм
- Бенен
- Унна
- Дортмунд
- Люнен

## Галерея

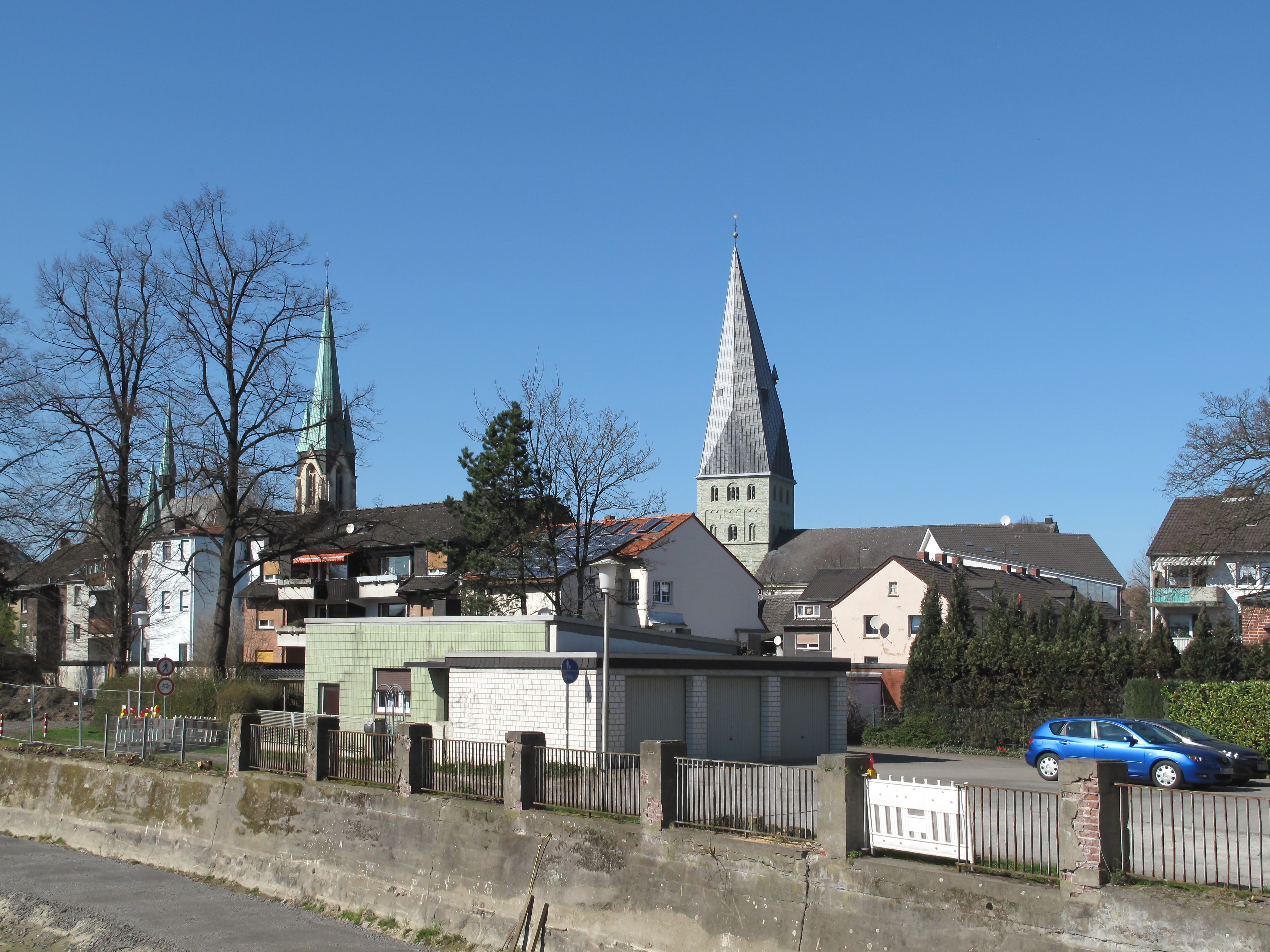
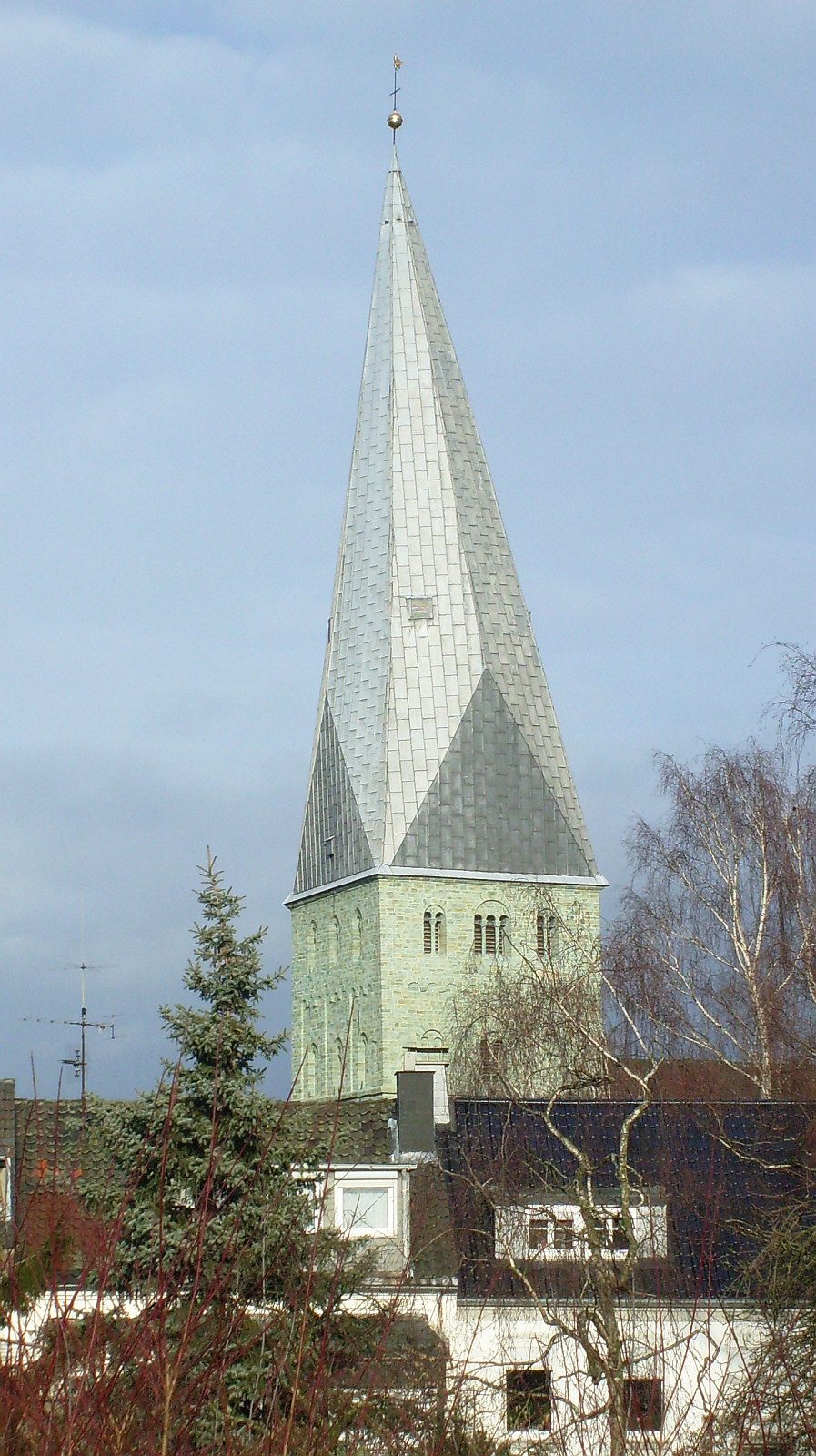
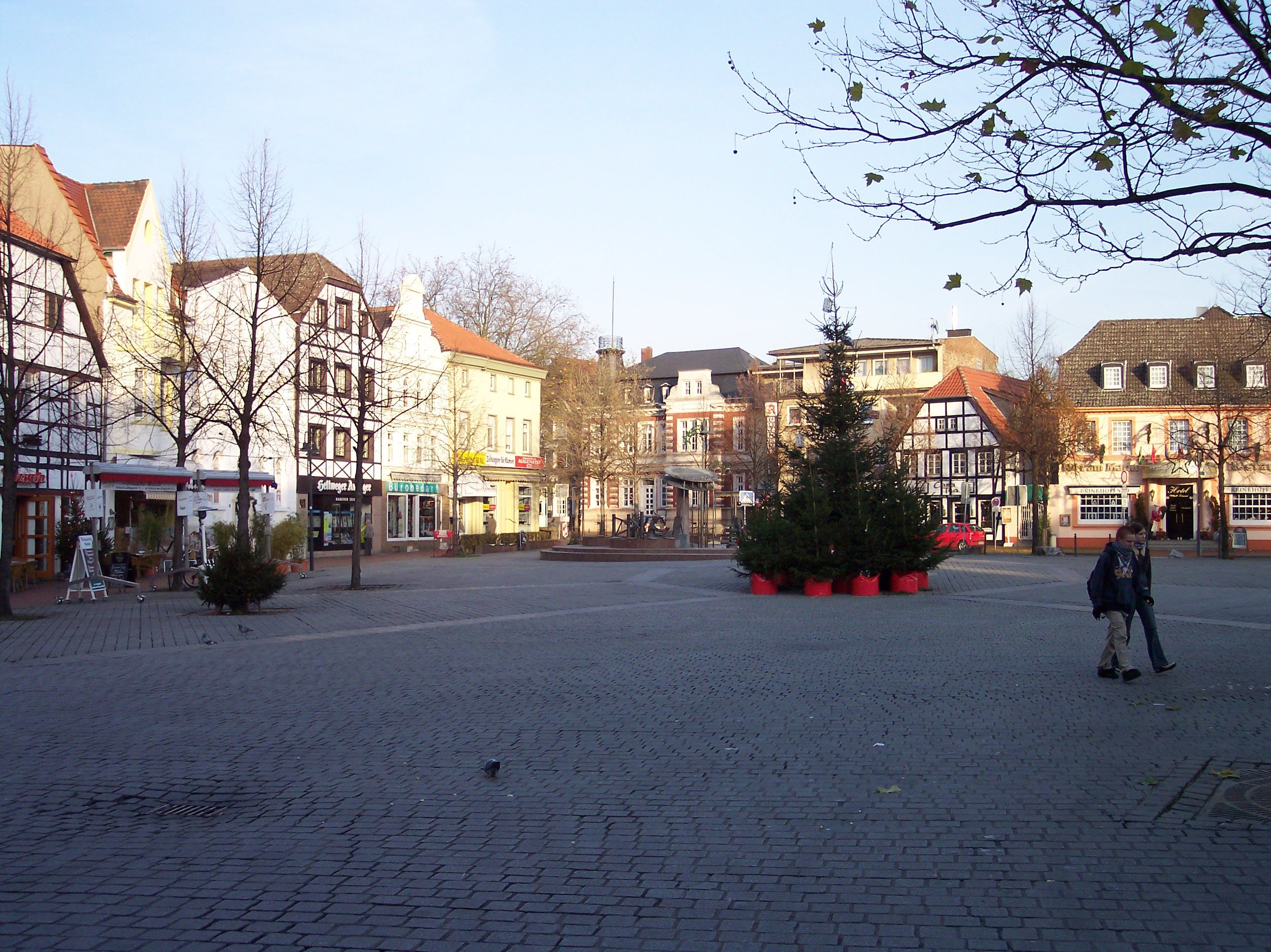
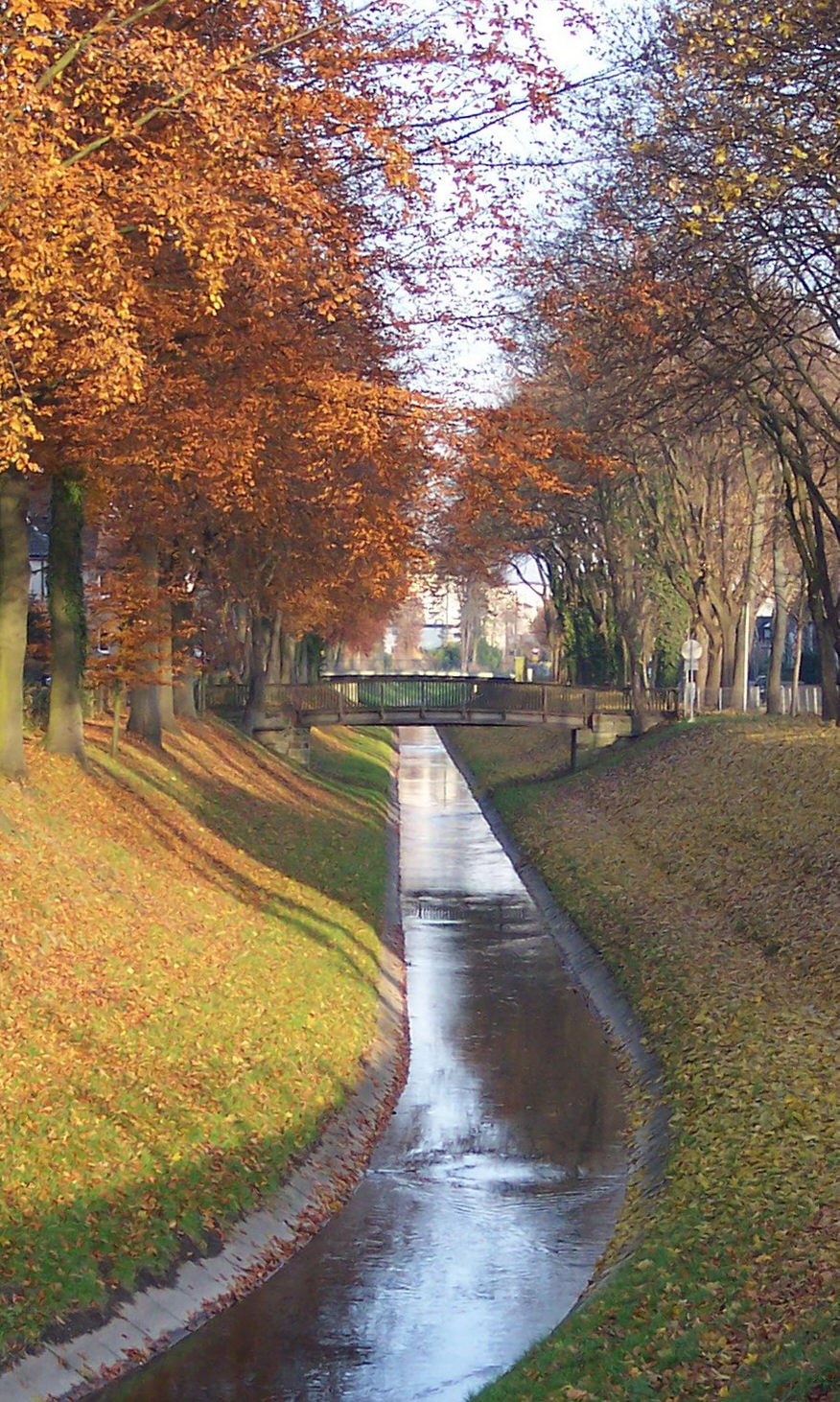
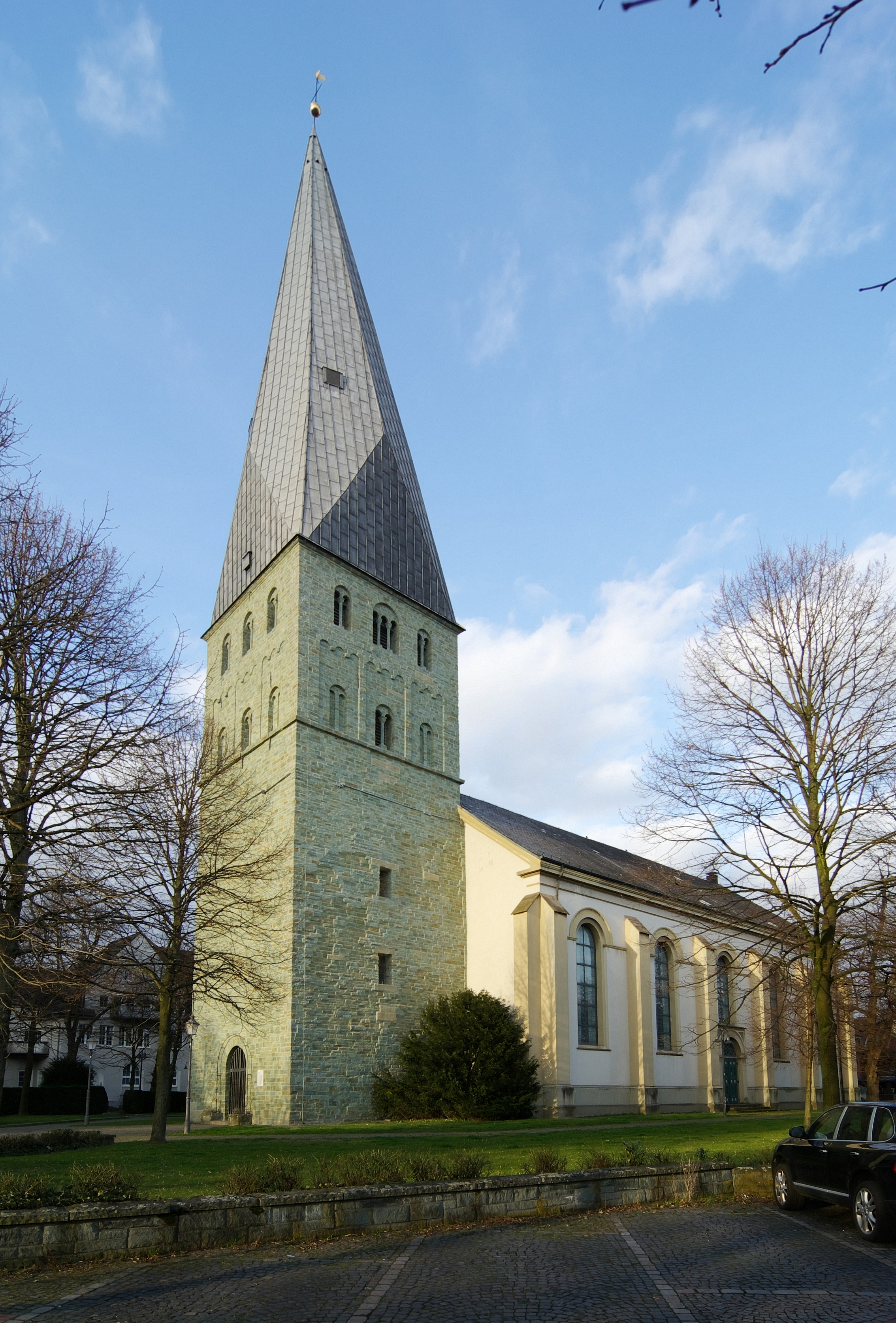
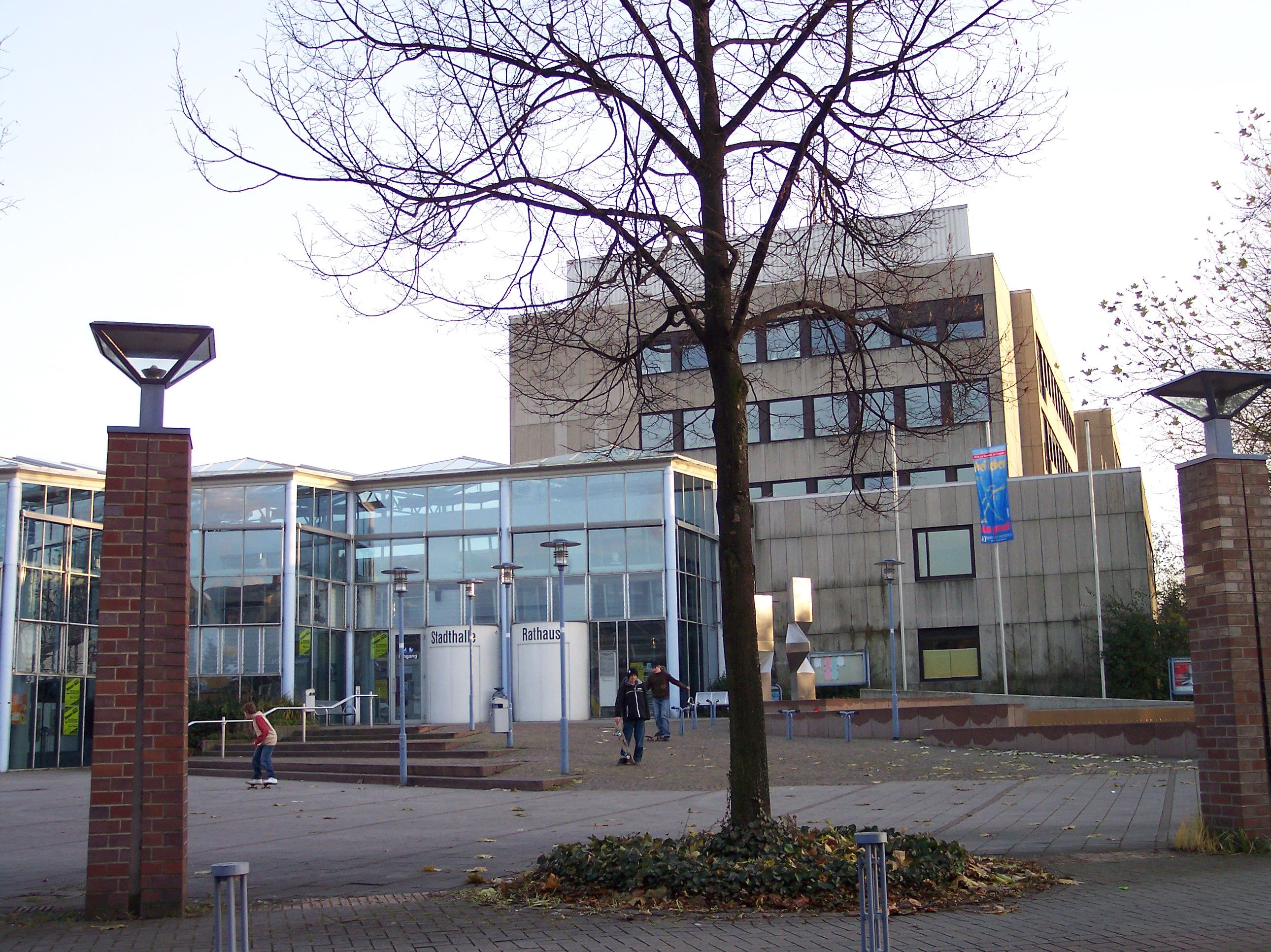

### Адміністративний поділ
Місто складається з 6 районів:
- Герен-Верфе
- Метлер
- Камен
- Роттум
- Дерне
- Зюдкамен

## Уродженці
- Ганс-Генріх Басс (* 1954) — німецький економіст та історик економіки.